# Max Aub Mohrenwitz
Max Aub Mohrenwitz (París, 2 de juny de 1903 - Ciutat de Mèxic, 22 de juliol de 1972) fou un escriptor valencià en llengua castellana d'origen francoalemany. Conreà sobretot la novel·la i el teatre. A causa del seu compromís amb la defensa de la Segona República Espanyola va haver de marxar a l'exili el 1939. És considerat un dels més importants autors de la literatura de l'exili republicà espanyol, gràcies, sobretot, a la seua sèrie de novel·les El laberinto mágico que recreen els antecedents i el desenvolupament de la Guerra Civil Espanyola.

## Biografia

### Anys de formació
De pare alemany, Friedrich Aub Marx (que en alguna ocasió va fer broma sobre la possibilitat de parentiu amb el filòsof Karl Marx, tot i no tenir cap indici en aquest sentit) i mare francesa d'origen judeoalemany, Susanne Mohrenwitz, va nàixer a París. Amb l'esclat de la Primera Guerra Mundial el 1914, tota la família, a causa de la nacionalitat de son pare, passarà a ser considerada enemiga. En aquells moments Friedrich Aub es trobava en viatge de treball per Espanya –era viatjant de comerç–. La inseguretat va empényer sa mare a fugir de França i traslladar-se a Espanya amb el marit. Després de trobar-se a Barcelona, els pares de Max decideixen instal·lar-se a València, concretament al carrer de la Reina, al barri del Cabanyal.
Així començà el primer exili en la vida de Max Aub. El xiquet començarà a aprendre les llengües del seu entorn, a més de la llengua en què desenvoluparà la seua tasca literària, el castellà, Aub també aprengué valencià. Ignacio Soldevila (Valencia, 1929-Québec, 2008), que va conéixer personalment Aub, escriu «Hablaba correctísimamente tanto la variedad valenciana como la catalana» (Parlava correctíssimament tant la varietat valenciana com la catalana)». Assisteix a l'Escola Moderna de València i després a l'Institut Lluís Vives. Ací coneixerà els que seran els seus amics de joventut, amb els quals va entrar en contacte amb el món cultural de la València de l'època: José Gaos, que serà filòsof, germà del poeta Vicente Gaos; José Medina Echavarría, futur sociòleg. Comença a conéixer la literatura en castellà: Vicent Blasco Ibáñez serà un dels primers autors que l'apassionaran. Després, orientat pels seus amics, s'interessarà per escriptors com Pío Baroja o Miguel de Unamuno.
Ja a l'adolescència comença a assajar l'escriptura. Escriu els seus primers poemes, en castellà. L'interés pel teatre li venia de la infantesa, del joc amb un teatre de titelles. En aquests anys d'adolescència i joventut coneix també futurs escriptors de la seua generació, com Juan Gil-Albert i Joan Chabás. El cercle d'amistats d'Aub pertany als sectors progressistes de la societat valenciana del seu temps. Aquest factor, juntament amb l'educació lliberal que els seus pares li van donar i el seu propi tarannà, l'inclinarà cap a postures polítiques d'esquerra. Un altre fet que el va marcar políticament fou la dura repressió per part de la Guàrdia Civil d'una manifestació de partits obrers a la Plaça d'Emilio Castelar -actual Plaça de l'Ajuntament- a la qual Aub havia assistit amb els seus amics.
Quan acaba el batxillerat, Aub decideix no anar a la Universitat i començar a treballar amb son pare al negoci de viatjant de bijuteria per a cavallers. Això li donarà l'oportunitat de viatjar per tot el País Valencià, Catalunya, Aragó, Múrcia, i l'est de Castella i Andalusia. Aquesta experiència de contacte amb la realitat de les gents senzilles i les seues condicions de vida serà determinant en la seua formació com a escriptor i en la seua ideologia. Un fet clau per a la seua posterior carrera literària fou l'encontre casual, a Girona, durant el seu primer viatge de treball, als díhuit anys, amb l'escriptor francés Jules Romains, qui li donarà una targeta de presentació per al poeta i crític Enrique Díez-Canedo. Aub es mantenia molt al dia de les novetats literàries gràcies a les subscripcions a revistes franceses (la Nouvelle Revue Française, sobretot) i espanyoles (la revista España d'Ortega y Gasset i Manuel Azaña).
Un parell d'anys després, el 1923, quan ja té acabat el que serà el seu primer llibre de poemes, Los poemas cotidianos, viatjarà a Madrid per a visitar Díez-Canedo. Aquest l'introduirà en els ambients literaris on coneixerà els futurs membres de la Generació del 27 i altres escriptors i intel·lectuals més grans. Aconseguirà publicar alguns poemes a la revista España, però no el llibre sencer, que no s'editarà fins al 1925, pagat per Aub mateix.

### De la majoria d'edat als anys de la guerra

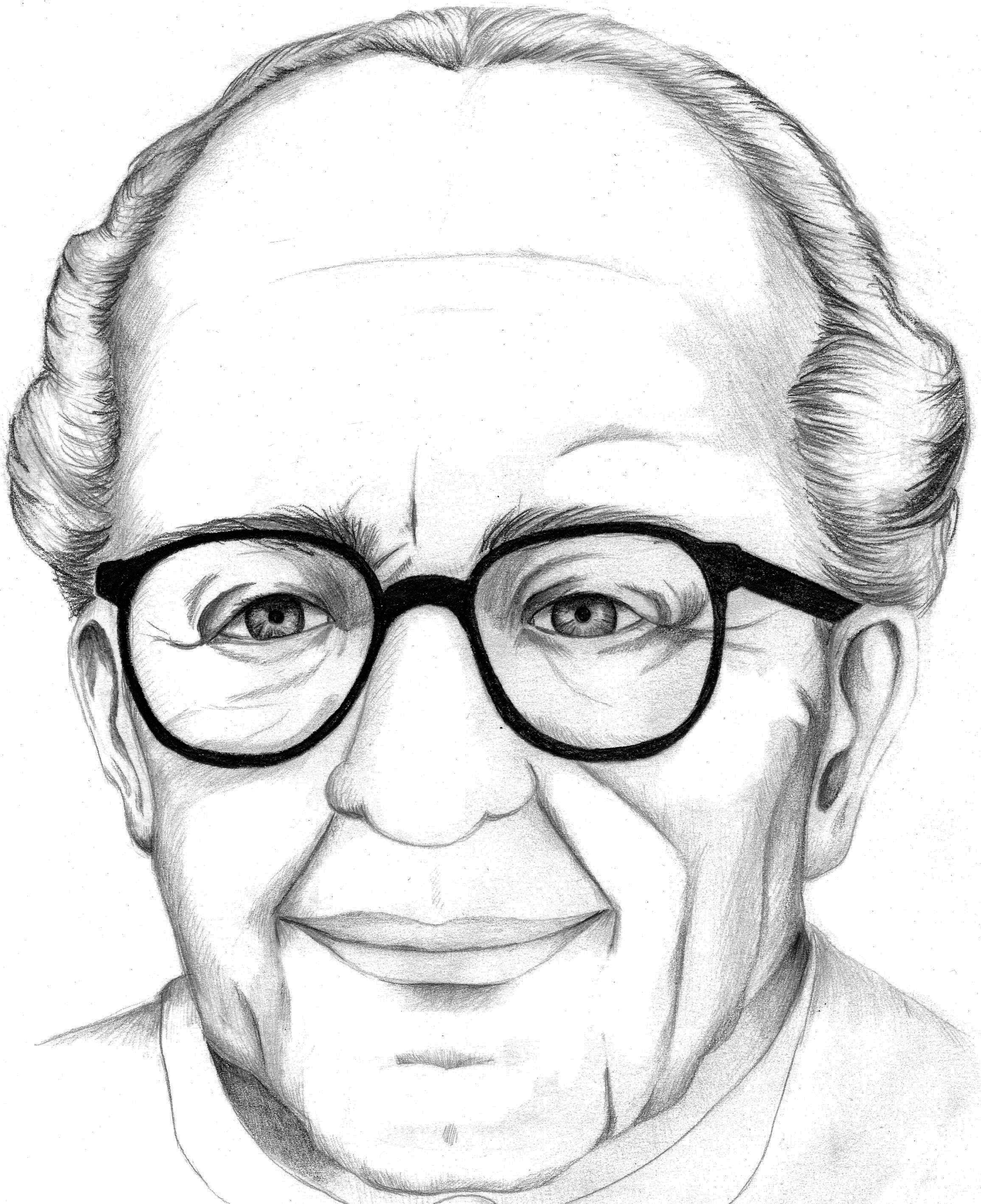
Max Aub Mohrenwitz

En arribar a la majoria d'edat –llavors fixada als 21 anys– Aub hagué de triar entre la nacionalitat espanyola –els seus pares ja l'havien obtinguda–, la francesa i l'alemanya. Es decidí per la primera. Es va lliurar del servei militar a causa de la seua miopia. En aquest mateix any de 1924 realitzà, per encàrrec de son pare, un viatge de tres mesos a Alemanya, la qual cosa li va permetre conéixer el teatre que s'hi estava fent, en particular el de l'expressionisme alemany d'autors com Erwin Piscator o Karl Sternheim.
El 1926 es casa amb la valenciana Perpètua Barjau Martín (1902-1991) i s'instal·len al número 8 del carrer de Sevilla de València. Posteriorment es traslladaran al número 13 del carrer de l'Almirall Cadarso, a l'Eixample valencià, que serà la seua residència fins que, en acabar la guerra, siga ocupada per la família d'un militar del bàndol feixista. El matrimoni tindrà tres filles: María Luisa (Mimín), Elena i Carmen. És aquest el moment de les seues primeres novel·les, Geografía i Fábula verde, exemples de prosa avantguardista en sintonia amb la narrativa que estaven fent tot un seguit d'autors com Benjamín Jarnés, Francisco Ayala o Rosa Chacel, en la línia del que Ortega y Gasset va denominar art deshumanitzat. Les dificultats per a publicar continuen. Només se'n publicaran fragments a revistes i quan vulga editar-les en forma de llibre haurà de fer-ho pel seu compte. També ha començat a conrear el teatre. El 1926 publica a la revista Alfar de La Corunya la seua obra en un acte El desconfiado prodigioso. Aquesta obra breu va ser traduïda al català per Millàs Raurell amb el títol El malfiat extraordinari, traducció que fou publicada a La revista el 1928. El 1933 es va representar en català -serà la primera estrena teatral d'Aub-, dirigida per Carles Claveria a Vilafranca del Penedès
El 1929 Aub ingressà en el Partit Socialista Obrer Espanyol, de la mà del polític i intel·lectual Luis Araquistáin, membre del sector més esquerrà del partit. Mentrestant, continua amb el seu treball de viatjant de comerç, ara per tot Espanya. Fa tres viatges a l'any i dedica el temps restant a l'escriptura. El 1930 viatja a la Unió Soviètica per a conéixer sobretot el teatre que s'hi feia sota el règim comunista. Tornà amb una impressió en part positiva quant a la millora de les condicions de vida del poble però negativa pel que fa al control per part del govern del pensament lliure i per l'escassa novetat de les propostes artístiques que havia trobat.
En aquests anys, Aub comença a sentir-se una mica desplaçat per part dels seus companys de generació a causa de les dificultats per a publicar els seus llibres o per a estrenar el seu teatre. La Revista de Occidente rebutja publicar en la seua editorial Fábula verde. Els poetes avantguardistes s'han anat organitzant en el que es coneixerà com a Generació del 27, mentre els prosistes en queden al marge. Aub només aconsegueix publicar fragments de les seues novel·les en revistes i ha de pagar de la seua butxaca les edicions en llibre.
El 1931 s'esfondra la monarquia i és proclamada la Segona República Espanyola. Entre 1932 i 1934 Aub publica fragments de la novel·la Luis Álvarez Petreña a la revista Azor, dirigida per Luys Santamarina. Aquesta novel·la, que conta en forma de falsa autobiografia, el fracàs d'un escriptor avantguardista, marca l'inici del distanciament d'Aub de la poètica avantguardista.
Entre 1935 i 1936 Aub va dirigir la companyia de teatre universitari El Búho (El Mussol), integrada a la secció cultural de la F.U.E. (Federació Universitària Escolar), associació que pretenia dinamitzar la vida universitària espanyola. L'objectiu de El Búho, semblant al de La Barraca dirigida per Federico García Lorca o la secció teatral de les Missions Pedagògiques que organitzava Alejandro Casona, era acostar al poble el teatre clàssic castellà dels Segles d'Or. Muntaren obres de Cervantes, Lope de Vega, Francisco de Quevedo i d'altres en espais oberts, al carrer, tant a la ciutat de València com a altres indrets del País Valencià.

### Els anys de la guerra
En produir-se el cop d'estat del 18 de juliol dels sectors militars contraris a la República que desencadenà la guerra civil, el 1936, Aub es trobava de viatge de treball a Madrid. A la fi de juliol, torna a València per a participar en la defensa de la legalitat republicana -no haguera pogut anar al front a causa de la seua miopia-. A la capital valenciana es fa càrrec, per part del PSOE, de la direcció del diari Verdad en què durant poc temps van col·laborar els socialistes i els comunistes. Col·labora també a El Socialista, la publicació oficial del seu partit.
Continua el seu treball amb El Búho. Ara representaran sobretot obres de circumstància, amb la finalitat de conscienciar el públic sobre la necessitat de defensar la República i frenar l'avanç del feixisme.
A final d'any, quan el seu amic Luis Araquistáin és nomenat ambaixador a París, Aub l'acompanya com a agregat cultural. La tasca més important serà l'organització del pavelló de la República Espanyola en l'Exposició Universal de París de 1937. Aub hi treballà en col·laboració amb els seus amics valencians José Gaos i Josep Renau. Algunes fonts atribueixen al mateix Aub l'encàrrec d'un quadre per al pavelló espanyol a Pablo Ruiz Picasso. Aquest quadre serà el Guernica. També es faran encàrrecs a Joan Miró i a l'escultor Alberto Sánchez. El dia de la presentació del Guernica, Aub en farà el discurs, esdevenint així el seu el primer text d'interpretació d'aquesta obra.
A mitjan 1937, Araquistáin renuncia com a ambaixador a causa de les dissensions entre els diferents sectors socialistes. Al cap de poc, Aub torna a València per participar en les sessions del II Congrés Internacional d'Escriptors per a la Defensa de la Cultura organitzat per l'Aliança d'Intel·lectuals Antifeixistes. Poc després és nomenat secretari del Consell Central de Teatre que presidia Antonio Machado, qui en aquells moments residia a la localitat valenciana de Rocafort. Aub viurà durant aquest any entre València i Barcelona. La seua dona i les filles romandran a París, perquè l'escriptor no vol que tornen al país en guerra. L'objectiu del Consell és coordinar les activitats teatrals a la zona republicana posant en escena obres que enfortisquen la moral de la població civil i encoratgen en la defensa de la República. Per exemple es muntà al Teatre Principal de València una versió feta per Rafael Alberti de Fuenteovejuna, de Lope de Vega, obra en la qual tot un poble es rebel·la contra la tirania dels poderosos.
Pel juliol de 1938 començà Aub a col·laborar com a ajudant de direcció de l'escriptor francés André Malraux, qui va rodar la versió cinematogràfica de la seua novel·la L'Espoir que es titularia Sierra de Teruel. La pel·lícula recreava un episodi de començaments de la guerra. Aub va ser, a més d'ajudant de direcció, traductor del guió al castellà. Les filmacions es van fer a Barcelona, Tarragona i diferents localitzacions d'arreu de Catalunya, com ara Collbató. Aub havia conegut Malraux a Madrid durant la guerra, per mitjà del poeta José Bergamín. Malraux havia arribat a Espanya per tal de col·laborar en la defensa de la República, fins i tot pilotant un avió de combat. Aub i Malraux es feren amics i mantingueren aquesta amistat durant tota la vida. A començaments de 1939 la situació es fa insostenible a Catalunya a causa de l'avanç de les tropes feixistes i grans masses de població civil comencen a fugir del país cap a França. L'equip de Sierra de Teruel haurà d'abandonar també Espanya i passar a França pel pas fronterer de Portbou el primer de febrer de 1939. D'aquesta manera Aub ix d'Espanya pel mateix lloc pel que havia arribat vint-i-cinc anys abans, una altra vegada a causa de la guerra. No hi tornarà fins després de trenta anys.

### Els camps de concentració a França i Algèria
Aub es reuní amb la seua muller i filles a París als pocs dies. Viuen al número 5 del carrer Capitaine Ferber. Allà continuarà treballant amb Malraux per tal d'acabar la pel·lícula. Mentrestant, encara sota la commoció de la derrota comença a escriure una novel·la, Campo cerrado, la primera part del que serà el seu magne cicle sobre la Guerra Civil espanyola, El laberinto mágico. Quan l'acabe, mamprendrà la segona novel·la del cicle, Campo abierto.
El 5 d'abril de 1940 Aub és detingut per la policia francesa a causa d'una denúncia anònima amb acusacions falses. D'acord amb els documents disponibles, sembla probable que la denúncia procedís d'alguna persona propera a l'ambaixada de l'Espanya franquista. Se l'acusava de perillós activista comunista –Aub era socialista–, s'hi recordava la seua condició de jueu i s'hi afirmava, falsament, que era de nacionalitat alemanya i que havia obtingut l'espanyola fraudulentament durant la guerra. Aub és internat a l'estadi de Roland Garros, que havia esdevingut un camp de detenció provisional. El 30 de maig és traslladat al camp de concentració de Le Vernet d'Arieja. Un fet clau per entendre les vicissituds dels refugiats espanyols a França és el pacte de col·laboració que el Mariscal Pétain havia signat amb Hitler el juny de 1940 després que aquest invadís gran part de França. Pétain establí un règim col·laboracionista amb els nazis a la part de França no ocupada, amb capital a Vichy. D'aquesta manera, els estrangers de tendències esquerranes, els jueus i, en general, els antifeixistes van ser vistos com a enemics en potència. Molts refugiats republicans espanyols acabaren als camps de concentració francesos establits pel govern de Vichy. El fet d'haver nascut a França no servirà de res a Aub i el dolor pel tracte rebut al seu país natal l'acompanyarà sempre.
Aub ix d'aquest camp el novembre de 1940, gràcies a les gestions de Gilberto Bosques, el cònsol de Mèxic a Marsella. Comença a col·laborar clandestinament amb l'estatunidenca Margaret Palmer, del Emergency Rescue Committee, organització que ajudava els refugiats a marxar de França cap a països que els acolliren. També manté contactes amb la Resistència francesa i amb intel·lectuals antifeixistes com ara Henri Matisse, Louis Aragon, André Malraux i André Gide. Malgrat les dificultats que ell mateix estava passant, no va voler marxar cap a Amèrica perquè estava convençut que el seu deure era romandre a Europa lluitant contra el nazisme i el feixisme que amenaçaven tot el continent. El 5 de juny de 1941 és detingut una altra volta i internat a la presó de Niça. És alliberat el 21 del mateix mes, però el 3 de setembre és detingut novament a Marsella a causa d'una altra denúncia anònima. El dia 5 és traslladat al mateix camp on havia estat, el de Vernet d'Arieja. El 27 de novembre un grup d'internats, entre ells Aub, són embarcats a Port Vendrès, a un vaixell que normalment duia cavalls, el Sidi Aicha, envers Algèria. Durant la travessia, amb tots els detinguts emmanillats a les bodegues de la nau, en condicions extremes, Aub concep la que serà una de les seues obres teatrals més valuoses, San Juan, una tragèdia sobre un vaixell ple de refugiats jueus que recorre la Mediterrània sense que cap país els aculla.
Arribats a Algèria, Aub i els altres presoners són internats al camp de concentració de Djelfa. Ací les condicions són extremes: els interns suporten altes temperatures durant el dia i un fred intens a la nit, sense més recer que unes tendes de campanya rudimentàries. Realitzen treballs forçosos i els càstigs són inhumans: són freqüents les reclusions en calabossos de reduïdes dimensions. Una de les tasques que Aub, en companyia d'altres presoners, realitzava era la neteja de les latrines del campament, com anys després recrearà al seu conte «Telón de fondo». Molts dels presoners moriran a Djelfa. Aub comença a escriure els poemes que formaran el seu Diario de Djelfa. Les seues úniques possessions allà eren un diccionari de castellà i un volum de poemes de Quevedo. El seu amic Gilberto Bosques, cònsol de Mèxic, intenta en nombroses ocasions el seu alliberament, que finalment aconseguí el 8 de juliol de 1942. La seua intenció era marxar cap a Casablanca i emprar l'affidàvit que l'escriptor estatunidenc John Dos Passos li havia aconseguit per emigrar als Estats Units. Però a causa d'un problema a la frontera entre Algèria i el Marroc va perdre el vaixell. L'ambaixador estatunidenc es negà a renovar-li el visat i Aub es va haver de refugiar a una maternitat jueva de Casablanca per evitar problemes amb la policia. Al capdavall pogué embarcar-se a un vaixell amb destinació Veracruz, el Serpa Pinto, que isqué de Casablanca el 10 de setembre de 1942.

### L'exili a Mèxic
El primer d'octubre de 1942 arriba a Veracruz. Pocs dies després s'instal·la a Ciutat de Mèxic, on lloga una habitació al carrer d'Hamburg. Mentrestant, la seua esposa i les filles continuen a València, on s'havien traslladat durant el llarg període de presons d'Aub. L'esperança, comuna entre els exiliats, que el règim de Franco no seria durador i que les potències aliades el farien caure després de véncer Alemanya i Itàlia feu que considerés l'exili com a provisional i no iniciara gestions perquè la seua família viatjara a Mèxic.
Com la resta dels escriptors espanyols exiliats Aub s'enfronta al problema d'haver de guanyar-se la vida a un país on és desconegut com a escriptor. Treballà de traductor, ressenyista i guionista de pel·lícules. El 1943 s'afilia al Sindicat de Treballadors de la Indústria Cinematogràfica i l'any següent és nomenat secretari de la Comissió Nacional de Cinematografia.

### Obres completes de Max Aub
- 2001a. Obra poética completa. A. López-Casanova (ed.), R. M. Belda, J. M. Calles, X. Candel, D. Cuenca, E. Londero i P. Mas (col·lab.), en Obras completas de Max Aub, J. Oleza (dir.), vol. I. València: Biblioteca Valenciana-Institució Alfons el Magnànim.
- 2001b. Campo cerrado. I. Soldevila (ed.), en Obras completas de Max Aub, J. Oleza (dir.), El laberinto mágico I, vol. II. València: Biblioteca Valenciana-Institució Alfons el Magnànim.
- 2001c. Campo abierto. J. A. Pérez Bowie (ed.), en Obras completas de Max Aub, J. Oleza (dir.), El laberinto mágico I, vol. II. València: Biblioteca Valenciana-Institució Alfons el Magnànim.
- 2002a. Campo de sangre, por L. Llorens (ed.); Campo del Moro, por J. Lluch Prats (ed.), en Obras completas de Max Aub, J. Oleza (dir.), El laberinto mágico II, vol. III-A. València: Biblioteca Valenciana-Institució Alfons el Magnànim.
- 2002b. Teatro breve. S. Monti (ed.), en Obras completas de Max Aub, J. Oleza (dir.), vol. VII-B. València: Biblioteca Valenciana-Institució Alfons el Magnànim.
- 2002c. Primer teatro. J. L. Sirera (coord.), en Obras completas de Max Aub, J. Oleza (dir.), vol. VII-A. València: Biblioteca Valenciana-Institució Alfons el Magnànim.
- 2002d. Campo de los almendros. F. Caudet (ed.) i L. Llorens; en Obras completas de Max Aub, J. Oleza (dir.), El laberinto mágico II, vol. III-B. València: Biblioteca Valenciana-Institució Alfons el Magnànim.
- 2006a. Teatro mayor, J. L. Sirera (coord.), en Obras completas de Max Aub, J. Oleza (dir.), vol. VIII. València: Biblioteca Valenciana-Institució Alfons el Magnànim.
- 2006b. Relatos I. Fábulas de vanguardia y ciertos cuentos mexicanos. F. García Sánchez (ed.), en Obras completas de Max Aub, J. Oleza (dir.), vol. IV-A. València: Biblioteca Valenciana-Institució Alfons el Magnànim.
- 2006c. Relatos II. Los relatos de El laberinto mágico. L. Llorens i J. Lluch (eds.), en Obras completas de Max Aub, J. Oleza (dir.), vol. IV-B. València: Biblioteca Valenciana-Institució Alfons el Magnànim.
- 2008. Novelas I. Las buenas intenciones. La calle de Valverde. L. Fernández Cifuentes (ed.), en Obras completas de Max Aub, J. Oleza (dir.), vol. VI. València: Biblioteca Valenciana-Institució Alfons el Magnànim.
- 2010a. Campo francés. J. M. Naharro-Calderón (ed.), en Obras completas de Max Aub, J. Oleza (dir.), El laberinto mágico, vol. V-A. València: Biblioteca Valenciana-Institució Alfons el Magnànim.
- 2010b. Manual de historia de la literatura española. E. Soler Sasera (ed.), en Obras completas de Max Aub, J. Oleza (dir.), vol. V-B. Val`ncia: Biblioteca Valenciana-Institució Alfons el Magnànim.